# Ghána a 2000. évi nyári olimpiai játékokon
Ghána az ausztráliai Sydneyben megrendezett 2000. évi nyári olimpiai játékok egyik részt vevő nemzete volt. Az országot az olimpián 2 sportágban 22 sportoló képviselte, akik érmet nem szereztek.

## Atlétika
Férfi
| Versenyző                                                       | Versenyszám     | Előfutam      | Előfutam      | Előfutam      | Negyeddöntő | Negyeddöntő | Negyeddöntő | Elődöntő | Elődöntő | Elődöntő | Döntő         | Döntő         |
| Versenyző                                                       | Versenyszám     | Idő           | Hely.         | Össz.         | Idő         | Hely.       | Össz.       | Idő      | Hely.    | Össz.    | Idő           | Helyezés      |
| --------------------------------------------------------------- | --------------- | ------------- | ------------- | ------------- | ----------- | ----------- | ----------- | -------- | -------- | -------- | ------------- | ------------- |
| Abdul Aziz Zakari                                               | 100 m           | 10,31         | 1.            | 10.*****      | 10,22       | 3.          | 10.         | 10,16    | 4.       | 6.       | nem ért célba | nem ért célba |
| Leo Myles-Mills                                                 | 100 m           | 10,15         | 3.            | 3.            | 10,23       | 2.          | 11.*        | 10,25    | 5.       | 9.       | kiesett       | kiesett       |
| Christian Nsiah                                                 | 100 m           | 10,44         | 5.            | 39.**         | kiesett     | kiesett     | kiesett     | kiesett  | kiesett  | kiesett  | kiesett       | kiesett       |
| Albert Agyemang                                                 | 200 m           | 21,22         | 6.            | 51.           | kiesett     | kiesett     | kiesett     | kiesett  | kiesett  | kiesett  | kiesett       | kiesett       |
| Tanko Braimah                                                   | 200 m           | kizárták      | kizárták      | kizárták      | kiesett     | kiesett     | kiesett     | kiesett  | kiesett  | kiesett  | kiesett       | kiesett       |
| Christian Nsiah Kenneth Andam Abdul Aziz Zakari Leo Myles-Mills | 4 × 100 m váltó | nem ért célba | nem ért célba | nem ért célba |             |             |             | kiesett  | kiesett  | kiesett  | kiesett       | kiesett       |
| Daniel Adomako Nathaniel Martey Abu Duah Daniel Mensah Kwei     | 4 × 400 m váltó | 3:07,07       | 4.            | 20.           |             |             |             | kiesett  | kiesett  | kiesett  | kiesett       | kiesett       |

| Versenyző    | Versenyszám | Selejtező | Selejtező | Döntő    | Döntő    |
| Versenyző    | Versenyszám | Eredmény  | Helyezés  | Eredmény | Helyezés |
| ------------ | ----------- | --------- | --------- | -------- | -------- |
| Mark Awere   | Távolugrás  | 757 cm    | 34.*      | kiesett  | kiesett  |
| Andrew Owusu | Hármasugrás | 14,12 m   | 38.       | kiesett  | kiesett  |

Női
| Versenyző                                                    | Versenyszám     | Előfutam | Előfutam | Előfutam | Negyeddöntő | Negyeddöntő | Negyeddöntő | Elődöntő | Elődöntő | Elődöntő | Döntő   | Döntő    |
| Versenyző                                                    | Versenyszám     | Idő      | Hely.    | Össz.    | Idő         | Hely.       | Össz.       | Idő      | Hely.    | Össz.    | Idő     | Helyezés |
| ------------------------------------------------------------ | --------------- | -------- | -------- | -------- | ----------- | ----------- | ----------- | -------- | -------- | -------- | ------- | -------- |
| Vida Nsiah                                                   | 100 m           | 11,18    | 3.       | 6.*      | 11,19       | 2.          | 7.          | 11,37    | 5.       | 11.      | kiesett | kiesett  |
| Monica Twum                                                  | 100 m           | 11,48    | 2.       | 27.*     | 11,70       | 7.          | 30.         | kiesett  | kiesett  | kiesett  | kiesett | kiesett  |
| Monica Twum                                                  | 200 m           | 23,51    | 6.       | 34.      | kiesett     | kiesett     | kiesett     | kiesett  | kiesett  | kiesett  | kiesett | kiesett  |
| Hellena Wrappah                                              | 200 m           | 23,64    | 7.       | 38.*     | kiesett     | kiesett     | kiesett     | kiesett  | kiesett  | kiesett  | kiesett | kiesett  |
| Mavis Akoto Monica Twum Vida Anim Vida Nsiah Veronica Bawuah | 4 × 100 m váltó | 43,77    | 3.       | 13.      |             |             |             | 43,19    | 5.       | 9.*      | kiesett | kiesett  |

* - egy másik versenyzővel azonos eredményt ért el

** - két másik versenyzővel azonos eredményt ért el

***** - öt másik versenyzővel azonos eredményt ért el

## Ökölvívás
| Versenyző     | Versenyszám   | Selejtező                           | Nyolcaddöntő                  | Negyeddöntő       | Elődöntő          | Döntő             | Helyezés |
| Versenyző     | Versenyszám   | Ellenfél Eredmény                   | Ellenfél Eredmény             | Ellenfél Eredmény | Ellenfél Eredmény | Ellenfél Eredmény | Helyezés |
| ------------- | ------------- | ----------------------------------- | ----------------------------- | ----------------- | ----------------- | ----------------- | -------- |
| Ray Narh      | Könnyűsúly    | Victor Ramos (IOA) · 15-0 RSC       | Andrij Kotelnik (UKR) · 11-17 | kiesett           | kiesett           | kiesett           | 9.       |
| Ben Neequaye  | Kisváltósúly  | Fred Kinuthia (KEN) · 14-2          | Mohamed Allalou (ALG) · 6-15  | kiesett           | kiesett           | kiesett           | 9.       |
| Adama Osumanu | Nagyváltósúly | Mohamed Salah Marmouri (TUN) · 1-16 | kiesett                       | kiesett           | kiesett           | kiesett           | 17.      |
| Charles Adamu | Félnehézsúly  | Courtney Fry (GBR) · 16-3           | Andrij Fedcsuk (UKR) · 5-13   | kiesett           | kiesett           | kiesett           | 9.       |

RSC - a játékvezető megállította a mérkőzést (technikai KO)